# Епархия Благовещения
Епархия Благовещения (лат. Eparchia Annuntiationis Maronitarum) — епархия Маронитской католической церкви c центром в городе Ибадан, Нигерия. Епархия распространяет свою юрисдикцию на маронитов, проживающих в Западной и Центральной Африке.

## История
13 января 2014 года Римский папа Франциск учредил апостольский экзархат Западной и Центральной Африки Маронитской католической церкви. Это первая церковная структура католических церквей восточного обряда, за исключением епархий Эфиопской католической церкви, в Африке южнее Сахары.
Первым ординарием апостольского экзархата стал Симон Фаддул, бывший президент Caritas в Ливане.
28 февраля 2018 года апостольский экзархат был возведен в ранг епархии с её нынешним названием на основании буллы Qui familiam самого Папы Франциска.
Епарх также является апостольским визитатором для верных маронитов, проживающих на юге Африки.

## Ординарии апостольского экзархата
- епископ Симон Фаддул (13.01.2014 — по настоящее время).

## Источник
- Объявление об учреждении апостольского экзархата  (итал.)